# Liste der Kulturgüter in Rue
Die Liste der Kulturgüter in Rue enthält alle Objekte in der Gemeinde Rue im Kanton Freiburg, die gemäss der Haager Konvention zum Schutz von Kulturgut bei bewaffneten Konflikten, dem Bundesgesetz vom 20. Juni 2014 über den Schutz der Kulturgüter bei bewaffneten Konflikten sowie der Verordnung vom 29. Oktober 2014 über den Schutz der Kulturgüter bei bewaffneten Konflikten unter Schutz stehen.
Objekte der Kategorien A und B sind vollständig in der Liste enthalten, Objekte der Kategorie C fehlen zurzeit (Stand: 1. Januar 2023).

## Kulturgüter
| Foto | | Objekt | Kat. | Typ | Standort                                                        | Beschreibung |
| ---- | --- | --- | ---- | --- | --------------------------------------------------------------- | ------------ |
| ja   | Datei hochladen · Wikidata zu Savoyer Schloss, dann Vogtei-Residenz (Q2970455) | Savoyer Schloss, dann Vogtresidenz / Château savoyard, puis résidence baillival KGS-Nr.: 02304 | A    | G   | Le Château 1, 1a, 1b 552802 / 163380                            |              |
| ja   | Datei hochladen · Wikidata zu Haus de Maillardoz de Prez (Q29479237) | Haus Maillardoz de Prez / Maison de Maillardoz de Prez KGS-Nr.: 09107 | A    | G   | Rue du Casino 35 552851 / 163365                                |              |
| ja   | Datei hochladen · Wikidata zu Pfarrkirche Saints-Pierre-et-Paul (Q29697930) | Pfarrkirche Saints-Pierre-et-Paul / Église paroissiale Saints-Pierre-et-Paul KGS-Nr.: 02281 | B    | G   | Promasens, Route d'Oron 99 552836 / 161300                      |              |
| ja   | Datei hochladen · Wikidata zu Oberhaus der Familie Maillardoz, genannt Kaplanei (Q29697964)                                                                                              | Oberhaus der Familie Maillardoz, genannt Kaplanei / Maison haute des Maillardoz, dite la Chapellenie KGS-Nr.: 02306                                                                                | B    | G   | Escaliers de l’Église 1 / Escaliers du Centre 1 552774 / 163306 |              |
| BW   | Datei hochladen · Wikidata zu Herrenhaus von Jules de Maillardoz, bekannt als "Château des Augustins" und die Kapelle Sainte-Trinité-et-Notre-Dame-de-l'Immaculée-Conception (Q29697949) | Château des Augustins und Kapelle Sainte-Trinité-et-Notre-Dame-de-l’Immaculée-Conception / Château des Augustins et chapelle Sainte-Trinité-et-Notre-Dame-de-l’Immaculée-Conception KGS-Nr.: 11263 | B    | G   | Route des Augustins 34, 36b 553440 / 163618                     |              |
| ja   | Datei hochladen · Wikidata zu Pfarr-Waisenhaus von Promasens (Q29687503) | Pfarr-Waisenhaus von Promasens / Orphelinat paroissial de Promasens KGS-Nr.: 12347 | B    | G   | Route d'Oron 41 551401 / 159401                                 |              |
| ja   | Datei hochladen · Wikidata zu Pfarrhaus (Q29697911) | Pfarrhaus / Cure KGS-Nr.: 13314 | B    | G   | Rue du Casino 21 / Escaliers du Centre 2 552793 / 163304        |              |
| BW   | Datei hochladen · Wikidata zu Ehemaliges Herrenhaus und Scheune von Maillardoz (Q29697984)                                                                                               | Ehemaliges Herrenhaus Maillardoz und Scheune / Ancien manoir et grange de Maillardoz KGS-Nr.: 13315                                                                                                | B    | G   | Route des Augustins 32 553375 / 163579                          |              |